# Stelo
Ne doit pas être confondu avec verda stelo, le nom du drapeau de l’espéranto.
Le stelo (« étoile » en espéranto ; pluriel steloj) est une unité monétaire utilisée par les espérantistes pendant la seconde moitié du xxe siècle. Aujourd'hui, les steloj sont en plastique et principalement utilisés lors de rencontres entre jeunes.

## Steloj historiques

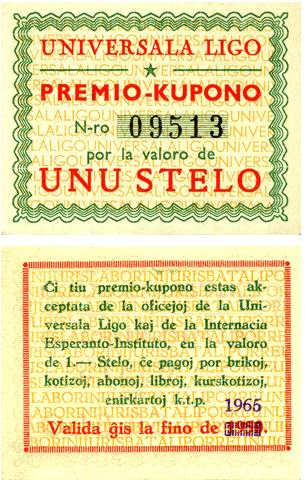
Un premio-kupono valable jusqu’en 1965

Le 14 avril 1942, 25 ans au jour près après la mort de Ludwik Lejzer Zamenhof, père de l’espéranto, un groupe d’espérantistes de La Haye fonde la Universala Ligo (eo) (« ligue mondiale » en espéranto) et décide de mettre en action le rêve de Zamenhof d’unifier l’humanité avec un langage universel. Dans ce but, et avec le slogan « un monde, une langue, une monnaie », ils décident de créer une monnaie internationale pour les espérantistes.
La valeur de 1 stelo est fixée le 16 mars 1946 au prix d’un kilogramme de pain, ce qui fait qu’à l’époque 1 stelo vaut alors un quart de florin néerlandais (NLG) ; cette valeur est conçue pour suivre le cours du florin.
Au départ, il n’existait que des coupons de 1 stelo (premio-kupono), dont la validité était de cinq ans. Leur usage est devenu courant lors de réunions mondiales espérantistes. En 1959, à l’occasion du centenaire de la naissance de Zamenhof, la décision est prise de mettre des pièces en circulation.
Les premières frappes de pièces en métal sont réalisées dès le 28 juin 1960 par la Monnaie royale des Pays-Bas, la fabrique de monnaie nationale du royaume des Pays-Bas. Il existe alors en circulation des pièces de 1 stelo (en bronze), de 5 steloj (en laiton) et de 10 steloj (en cupronickel).
La première pièce de 25 steloj (en argent à 90 %) apparaît en 1965, à la suite de la demande de la Universala Ligo. Des pièces de 25 steloj en cupronickel et en or ont également été produites.
Après des réflexions au sein de la Ligue Internationale et dans le but de promouvoir le stelo au rang de monnaie internationale, il est décidé le 1er janvier 1977 de réévaluer 1 stelo à un demi florin.
Une trentaine d’années après le lancement du stelo, la fermeture de la Universala Ligo dans les années 1990 signe la fin de l’utilisation des steloj parmi les espérantistes. Les pièces de monnaie restantes ont été restituées à l’association mondiale d'espéranto, à qui on peut en acheter en tant que souvenirs[réf. nécessaire].
Caractéristiques des pièces :
| \| 1 stelo \| | \| 1 stelo \| | \| 1 stelo \| | \| 1 stelo \| | \| 1 stelo \| |
| --- | --- | --- | --- | ------------- |
| Pièce d'un stelo de millésime 1959 | | | |               |
| Avers : Blason illustrant une étoile rayonnante et légende « UNU MONDO · UNU LINGVO · UNU MONO » (« Un monde, une langue, une monnaie »). | Avers : Blason illustrant une étoile rayonnante et légende « UNU MONDO · UNU LINGVO · UNU MONO » (« Un monde, une langue, une monnaie »). | Revers : Inscription de la valeur « 1 STELO » sur une étoile, au-dessus de laquelle il y a la légende « UNIVERSALA LIGO » et en dessous le millésime. Deux signes monétaires de la Monnaie royale des Pays-Bas. | Revers : Inscription de la valeur « 1 STELO » sur une étoile, au-dessus de laquelle il y a la légende « UNIVERSALA LIGO » et en dessous le millésime. Deux signes monétaires de la Monnaie royale des Pays-Bas. |               |
| Masse 3 g | Alliage Bronze | Diamètre 20 mm | Épaisseur À compléter |               |
| Artiste(s) Universala Ligo | Artiste(s) Universala Ligo | Tranche Lisse | Tranche Lisse |               |
| Millésimes 1959 | Millésimes 1959 | Tirage 10 000 | Tirage 10 000 |               |
| | | | |               |
| Remarques – Frappée en 1960. | | | |               |
| 1 stelo | | | |               |

| \| 5 steloj \| | \| 5 steloj \| | \| 5 steloj \| | \| 5 steloj \| | \| 5 steloj \| |
| --- | --- | --- | --- | -------------- |
| Pièce de cinq steloj de millésime 1959 | | | |                |
| Avers : Illustration du globe terrestre et légende « LA MONDO ESTAS UNU LANDO ★ LA HOMARO UNU POPOLO » (« Le monde est un pays, l'humanité un peuple »). | Avers : Illustration du globe terrestre et légende « LA MONDO ESTAS UNU LANDO ★ LA HOMARO UNU POPOLO » (« Le monde est un pays, l'humanité un peuple »). | Revers : Inscription de la valeur « 5 STELOJ » sur une étoile, au-dessus de laquelle il y a la légende « UNIVERSALA LIGO » et en dessous le millésime. Deux signes monétaires de la Monnaie royale des Pays-Bas. | Revers : Inscription de la valeur « 5 STELOJ » sur une étoile, au-dessus de laquelle il y a la légende « UNIVERSALA LIGO » et en dessous le millésime. Deux signes monétaires de la Monnaie royale des Pays-Bas. |                |
| Masse 5 g | Alliage Bronze d'aluminium | Diamètre 23 mm | Épaisseur À compléter |                |
| Artiste(s) Universala Ligo | Artiste(s) Universala Ligo | Tranche Cannelée | Tranche Cannelée |                |
| Millésimes 1959 | Millésimes 1959 | Tirage 10 000 | Tirage 10 000 |                |
| | | | |                |
| Remarques – Frappée en 1960. | | | |                |
| 5 steloj | | | |                |

| \| 10 steloj \| | \| 10 steloj \| | \| 10 steloj \| | \| 10 steloj \| | \| 10 steloj \| |
| --- | --- | --- | --- | --------------- |
| Pièce de dix steloj de millésime 1959 | | | |                 |
| Avers : Buste de Ludwik Lejzer Zamenhof, entouré des textes « D-RO L.L. ZAMENHOF KREINTO DE ESPERANTO » (Dr. Zamenhof, créateur de l'espéranto) et « 1859 - 1917 ». | Avers : Buste de Ludwik Lejzer Zamenhof, entouré des textes « D-RO L.L. ZAMENHOF KREINTO DE ESPERANTO » (Dr. Zamenhof, créateur de l'espéranto) et « 1859 - 1917 ». | Revers : Inscription de la valeur « 10 STELOJ » sur une étoile, au-dessus de laquelle il y a la légende « UNIVERSALA LIGO » et en dessous le millésime. Deux signes monétaires de la Monnaie royale des Pays-Bas. | Revers : Inscription de la valeur « 10 STELOJ » sur une étoile, au-dessus de laquelle il y a la légende « UNIVERSALA LIGO » et en dessous le millésime. Deux signes monétaires de la Monnaie royale des Pays-Bas. |                 |
| Masse 9 g | Alliage Cupronickel | Diamètre 28 mm | Épaisseur À compléter |                 |
| Artiste(s) Universala Ligo | Artiste(s) Universala Ligo | Tranche Lisse | Tranche Lisse |                 |
| Millésimes 1959 | Millésimes 1959 | Tirage 10 000 | Tirage 10 000 |                 |
| | | | |                 |
| Remarques – Frappée en 1960. | | | |                 |
| 10 steloj | | | |                 |

| \| 25 steloj en cupronickel \| | \| 25 steloj en cupronickel \| | \| 25 steloj en cupronickel \| | \| 25 steloj en cupronickel \| | \| 25 steloj en cupronickel \| |
| --- | --- | --- | --- | ------------------------------ |
| Pièce de vingt-cinq steloj en cupronickel de millésime 1965 | | | |                                |
| Avers : Buste de Ludwik Lejzer Zamenhof, entouré des textes « D-RO L.L. ZAMENHOF KREINTO DE ESPERANTO » (Dr. Zamenhof, créateur de l'espéranto) et « 1859 - 1917 ». | Avers : Buste de Ludwik Lejzer Zamenhof, entouré des textes « D-RO L.L. ZAMENHOF KREINTO DE ESPERANTO » (Dr. Zamenhof, créateur de l'espéranto) et « 1859 - 1917 ». | Revers : Inscription de la valeur « 25 STELOJ » sur une étoile, au-dessus de laquelle il y a la légende « UNIVERSALA LIGO » et en dessous le millésime. Deux signes monétaires de la Monnaie royale des Pays-Bas. | Revers : Inscription de la valeur « 25 STELOJ » sur une étoile, au-dessus de laquelle il y a la légende « UNIVERSALA LIGO » et en dessous le millésime. Deux signes monétaires de la Monnaie royale des Pays-Bas. |                                |
| Masse 19 g | Alliage Cupronickel | Diamètre 37,8 mm | Épaisseur À compléter |                                |
| Artiste(s) Universala Ligo | Artiste(s) Universala Ligo | Tranche Lisse | Tranche Lisse |                                |
| Millésimes 1965 | Millésimes 1965 | Tirage 1 000 | Tirage 1 000 |                                |
| 25 steloj en cupronickel | | | |                                |

| \| 25 steloj en argent \| | \| 25 steloj en argent \| | \| 25 steloj en argent \| | \| 25 steloj en argent \| | \| 25 steloj en argent \| |
| --- | --- | --- | --- | ------------------------- |
| Pièce de vingt-cinq steloj en argent de millésime 1965 | | | |                           |
| Avers : Buste de Ludwik Lejzer Zamenhof, entouré des textes « D-RO L.L. ZAMENHOF KREINTO DE ESPERANTO » (Dr. Zamenhof, créateur de l'espéranto) et « 1859 - 1917 ». Sous le buste, il y a une petite inscription « proof ». | Avers : Buste de Ludwik Lejzer Zamenhof, entouré des textes « D-RO L.L. ZAMENHOF KREINTO DE ESPERANTO » (Dr. Zamenhof, créateur de l'espéranto) et « 1859 - 1917 ». Sous le buste, il y a une petite inscription « proof ». | Revers : Inscription de la valeur « 25 STELOJ » sur une étoile, au-dessus de laquelle il y a la légende « UNIVERSALA LIGO » et en dessous le millésime. Deux signes monétaires de la Monnaie royale des Pays-Bas. | Revers : Inscription de la valeur « 25 STELOJ » sur une étoile, au-dessus de laquelle il y a la légende « UNIVERSALA LIGO » et en dessous le millésime. Deux signes monétaires de la Monnaie royale des Pays-Bas. |                           |
| Masse 25 g | Alliage Ag 900 | Diamètre 37,8 mm | Épaisseur À compléter |                           |
| Artiste(s) Universala Ligo | Artiste(s) Universala Ligo | Tranche Lisse | Tranche Lisse |                           |
| Millésimes 1965 | Millésimes 1965 | Tirage 5 000 | Tirage 5 000 |                           |
| | | | |                           |
| Remarques – Frappe en flan bruni. | | | |                           |
| 25 steloj en argent | | | |                           |

| \| 25 steloj en or \| | \| 25 steloj en or \| | \| 25 steloj en or \| | \| 25 steloj en or \| | \| 25 steloj en or \| |
| --- | --- | --- | --- | --------------------- |
| Pièce de vingt-cinq steloj en or de millésime 1965 | | | |                       |
| Avers : Buste de Ludwik Lejzer Zamenhof, entouré des textes « D-RO L.L. ZAMENHOF KREINTO DE ESPERANTO » (Dr. Zamenhof, créateur de l'espéranto) et « 1859 - 1917 ». Sous le buste, il y a une petite inscription « proof ». | Avers : Buste de Ludwik Lejzer Zamenhof, entouré des textes « D-RO L.L. ZAMENHOF KREINTO DE ESPERANTO » (Dr. Zamenhof, créateur de l'espéranto) et « 1859 - 1917 ». Sous le buste, il y a une petite inscription « proof ». | Revers : Inscription de la valeur « 25 STELOJ » sur une étoile, au-dessus de laquelle il y a la légende « UNIVERSALA LIGO » et en dessous le millésime. Deux signes monétaires de la Monnaie royale des Pays-Bas. | Revers : Inscription de la valeur « 25 STELOJ » sur une étoile, au-dessus de laquelle il y a la légende « UNIVERSALA LIGO » et en dessous le millésime. Deux signes monétaires de la Monnaie royale des Pays-Bas. |                       |
| Masse 50 g | Alliage Au 983 | Diamètre 37,8 mm | Épaisseur À compléter |                       |
| Artiste(s) Universala Ligo | Artiste(s) Universala Ligo | Tranche Lisse, chaque exemplaire a un numéro individuel gravé dessus | Tranche Lisse, chaque exemplaire a un numéro individuel gravé dessus |                       |
| Millésimes 1965 | Millésimes 1965 | Tirage 10 | Tirage 10 |                       |
| | | | |                       |
| Remarques – Frappe en flan bruni. | | | |                       |
| 25 steloj en or | | | |                       |

## Steloj actuels
Les steloj actuels sont fabriqués en plastique et sont utilisés lors de certaines rencontres, surtout entre jeunes. La monnaie est surveillée par Stelaro, qui en calcule le cours, conserve les stocks et ouvre des filiales dans divers rencontres. Actuellement, il existe des steloj de 1 ★, 3 ★ et 10 ★.
| \| 1 stelo en plastique \| | \| 1 stelo en plastique \|                                 | \| 1 stelo en plastique \|                                 | \| 1 stelo en plastique \|                                 | \| 1 stelo en plastique \| |
| --- | ---------------------------------------------------------- | ---------------------------------------------------------- | ---------------------------------------------------------- | -------------------------- |
| Pièce d'un stelo en plastique de millésime 2012 |                                                            |                                                            |                                                            |                            |
| Avers : Hibou, légende « Esperanto ★ Bank UV », millésime. | Avers : Hibou, légende « Esperanto ★ Bank UV », millésime. | Revers : Inscription de la valeur « 1 stelo », une étoile. | Revers : Inscription de la valeur « 1 stelo », une étoile. |                            |
| Masse À compléter | Alliage Plastique rouge                                    | Diamètre À compléter                                       | Épaisseur À compléter                                      |                            |
| Artiste(s) À compléter | Artiste(s) À compléter                                     | Tranche Lisse                                              | Tranche Lisse                                              |                            |
| Millésimes 2012 | Millésimes 2012                                            | Tirage À compléter                                         | Tirage À compléter                                         |                            |
| |                                                            |                                                            |                                                            |                            |
| Remarques – Un hibou est représenté, car cette pièce vaut habituellement le prix d’achat pour boire du thé dans le lieu appelé gufujo des rencontres (« volière », lieu calme où se reposer et discuter pendant la nuit). |                                                            |                                                            |                                                            |                            |
| 1 stelo en plastique |                                                            |                                                            |                                                            |                            |

| \| 3 steloj en plastique \| | \| 3 steloj en plastique \|                                    | \| 3 steloj en plastique \|                                   | \| 3 steloj en plastique \|                                   | \| 3 steloj en plastique \| |
| --- | -------------------------------------------------------------- | ------------------------------------------------------------- | ------------------------------------------------------------- | --------------------------- |
| Pièce de trois steloj en plastique de millésime 2012 |                                                                |                                                               |                                                               |                             |
| Avers : Perroquet, légende « Esperanto ★ Bank UV », millésime. | Avers : Perroquet, légende « Esperanto ★ Bank UV », millésime. | Revers : Inscription de la valeur « 3 stelo », trois étoiles. | Revers : Inscription de la valeur « 3 stelo », trois étoiles. |                             |
| Masse À compléter | Alliage Plastique jaune                                        | Diamètre À compléter                                          | Épaisseur À compléter                                         |                             |
| Artiste(s) À compléter | Artiste(s) À compléter                                         | Tranche Lisse                                                 | Tranche Lisse                                                 |                             |
| Millésimes 2012 | Millésimes 2012                                                | Tirage À compléter                                            | Tirage À compléter                                            |                             |
| |                                                                |                                                               |                                                               |                             |
| Remarques – Un perroquet est représenté, car cette pièce est le plus souvent utilisée pour acheter à manger, et ceux qui mangent parlent souvent beaucoup, comme un perroquet. |                                                                |                                                               |                                                               |                             |
| 3 steloj en plastique |                                                                |                                                               |                                                               |                             |

| \| 10 steloj en plastique \| | \| 10 steloj en plastique \|                                   | \| 10 steloj en plastique \|                                 | \| 10 steloj en plastique \|                                 | \| 10 steloj en plastique \| |
| --- | -------------------------------------------------------------- | ------------------------------------------------------------ | ------------------------------------------------------------ | ---------------------------- |
| Pièce de dix steloj en plastique de millésime 2012 |                                                                |                                                              |                                                              |                              |
| Avers : Crocodile, légende « Esperanto ★ Bank UV », millésime. | Avers : Crocodile, légende « Esperanto ★ Bank UV », millésime. | Revers : Inscription de la valeur « 10 stelo », dix étoiles. | Revers : Inscription de la valeur « 10 stelo », dix étoiles. |                              |
| Masse À compléter | Alliage Plastique vert                                         | Diamètre À compléter                                         | Épaisseur À compléter                                        |                              |
| Artiste(s) À compléter | Artiste(s) À compléter                                         | Tranche Lisse                                                | Tranche Lisse                                                |                              |
| Millésimes 2012 | Millésimes 2012                                                | Tirage À compléter                                           | Tirage À compléter                                           |                              |
| |                                                                |                                                              |                                                              |                              |
| Remarques – Un crocodile est représenté, car cette pièce est la plus utilisée au bar, où les gens finissent par parler dans leurs langues nationales (krokodili en Espéranto). |                                                                |                                                              |                                                              |                              |
| 10 steloj en plastique |                                                                |                                                              |                                                              |                              |

Le cours des steloj au 31 décembre 2014 était :
| STL                                          | EUR    | BRL            | PLN   | HUF     | ARS           | DKN              | BTC       |
| -------------------------------------------- | ------ | -------------- | ----- | ------- | ------------- | ---------------- | --------- |
| Stelo                                        | Euro   | Réal brésilien | Złoty | Forint  | Peso argentin | Couronne danoise | Bitcoin   |
| Une unité monétaire vaut ce nombre de steloj | 4,189  | 1,375          | 0,993 | 0,01356 | -             | 0,5626           | 1208      |
| Un stelo vaut cette quantité monétaire       | 0,2387 | 0,7271         | 1,007 | 73,73   | -             | 1,7775,461E-4    | 0.0008276 |